# Zvezda 2005 Perm
Zvezda 2005 Perm, bildad 2005, är en damfotbollsklubb i Perm i Ryssland. Man blev ryska mästare 2007 och 2008 spelade laget final i UEFA Women's Cup 2008/2009, där man förlorade mot tyska FCR 2001 Duisburg.

## Meriter
- Ryska högstaligan för damer: 6[1]
  - Segrare: 2007, 2008, 2009, 2014, 2015, 2017
- Ryska cup för damer: 7[2]
  - Segrare: 2007, 2012, 2013, 2015, 2016, 2019, 2019

## Placering tidigare säsonger
| Säsong    | Nivå | Liga                        | Placering | Referens | Notering                         |
| --------- | ---- | --------------------------- | --------- | -------- | -------------------------------- |
| 2006      | 2    | 1. liga                     | 2         | [ 3 ]    | Uppflyttad till högstaligan 2007 |
| 2007      | 1    | Ryska högstaligan för damer | 1         | [ 4 ]    |                                  |
| 2008      | 1    | Ryska högstaligan för damer | 1         | [ 5 ]    |                                  |
| 2009      | 1    | Ryska högstaligan för damer | 1         | [ 6 ]    |                                  |
| 2010      | 1    | Ryska högstaligan för damer | 3         | [ 7 ]    |                                  |
| 2011–2012 | 1    | Ryska högstaligan för damer | 4         | [ 8 ]    |                                  |
| 2012–2013 | 1    | Ryska högstaligan för damer | 4         | [ 9 ]    |                                  |
| 2013      | 1    | Ryska högstaligan för damer | 2         | [ 10 ]   |                                  |
| 2014      | 1    | Ryska högstaligan för damer | 1         | [ 11 ]   |                                  |
| 2015      | 1    | Ryska högstaligan för damer | 1         | [ 12 ]   |                                  |
| 2016      | 1    | Ryska högstaligan för damer | 2         | [ 13 ]   |                                  |
| 2017      | 1    | Ryska högstaligan för damer | 1         | [ 14 ]   |                                  |
| 2018      | 1    | Ryska högstaligan för damer | 3         | [ 15 ]   |                                  |
| 2019      | 1    | Ryska högstaligan för damer | 4         | [ 16 ]   |                                  |
| 2020      | 1    | Ryska SuperLigan för damer  | 3         | [ 17 ]   |                                  |
| 2021      | 1    | Ryska SuperLigan för damer  | 4         | [ 18 ]   |                                  |
| 2022      | 1    | Ryska SuperLigan för damer  | 6         | [ 19 ]   |                                  |
| 2023      | 1    | Ryska SuperLigan för damer  | 4         | [ 20 ]   |                                  |
| 2024      | 1    | Ryska SuperLigan för damer  | 6         | [ 21 ]   |                                  |